# Co-branding
Il co-branding (traducibile in italiano come "cooperazione tra marchi") è una strategia di marketing per la quale due o più marchi si alleano strategicamente per la creazione congiunta di un prodotto o di un servizio.  
Il co-branding consiste nella maggior parte dei casi in un'alleanza di tipo temporaneo tra due marchi che collaborano per immettere sul mercato un prodotto in comune, o associa un prodotto a un'impresa diversa dal produttore principale. Il tipico accordo di co-branding prevede che due o più aziende agiscano in collaborazione per associare uno dei vari loghi, schemi di colori o identificatori del marchio a un prodotto specifico, designato contrattualmente a tale scopo. L'obiettivo è quello di combinare la forza di due marchi per aumentare il prezzo che i consumatori sono disposti a pagare, per rendere il prodotto o il servizio più resistente al plagio da parte di produttori di marchi privati o per combinare le diverse proprietà percepite associate a questi marchi in un unico prodotto. 
La strategia presenta numerosi vantaggi. Poiché ciascuna marca riveste un ruolo dominante in diverse categorie di prodotto, la combinazione dei due nomi esercita un richiamo più ampio sul consumatore e genera un valore di marca superiore. In più consente all'impresa di estendere la propria marca in una categoria che, senza il sostegno dell'altra impresa, risulterebbe difficilmente accessibile.Tuttavia, i rapporti di co-branding presentano anche dei limiti. In genere richiedono complessi contratti e licenze legali, inoltre i partner devono coordinare con attenzione gli sforzi pubblicitari, di promozione delle vendite e altri sforzi di marketing.
Un primo caso di co-branding si è verificato nel 1956, quando Renault ha fatto trasformare il cruscotto di una delle Dauphine appena immesse sul mercato in un'opera d'arte da Jacques Arpels della gioielleria Van Cleef and Arpels. 